# Harakka (île)
Ne doit pas être confondu avec Haraka.
Harakka (suédois : Stora Räntan) est une île partiellement fortifiée en face d'Helsinki. 
Elle mesure environ 500 mètres de long et elle est à une distance d'environ 100 mètres de la plage de Kaivopuisto. 
Les deux îles les plus proches de Harakka sont Uunisaari et Särkkä. La superficie de  Harakka est d'environ 9 hectares.

## Constructions
L'île comporte une caserne construite en 1908 et des habitations en bois construites au XIXe siècle par les Russes. 
En 1921, l'île est cédée par la Russie à la Finlande suivant le traité de Tartu. 
De 1921 à 1988 elle est à disposition des forces armées finlandaises. Les forces armées y ont un laboratoire d'essais chimiques conçu en 1928 par Oiva Kallio. 
En 1988 l'armée cède Harakka à la municipalité d’Helsinki qui l'ouvre au public en 1989.
Quand Harakka lui est transférée en 1988, la municipalité découvrant une flore et une faune très riche se donne l’objectif de préserver ce milieu naturel tout en ouvrant un espace de loisirs à cent mètres de Kaivopuisto.
La ville décide d’affecter le bâtiment principal à un centre culturel accueillant des ateliers d’artistes et d’affecter la caserne et les petites constructions en bois qui l’entourent à un centre naturel.
À l’automne 1988, les premiers artistes commencent leurs travaux dans leur atelier et en 1989 le Centre naturel qui dépend du centre municipal de l’environnement lance ses premières randonnées.

## Le Centre naturel
En 1995, la municipalité définit 4 zones protégées, trois pour la flore et une pour la protection des oiseaux. 
La superficie d’espaces protégés est de 4,2 hectares sur les 9 hectares de l’île. Les règles de protections limitent les déplacements et l’utilisation des plantes.

### Flore
L'ancienne caserne abrite la Maison de la nature, 
De nos jours le centre naturel offre des services divers au public et aux établissements d’enseignement comme des séminaires, des visites guidées de ses sentiers balisés avec pour objectif constant d'informer les visiteurs sur les nombreuses espèces naturelles rares d’oiseaux, de plantes, de papillons et de rochers. La maison de la nature est ouverte d’avril à fin octobre et l’été toutes les fins de semaines.
Selon Arto Kurtto et la chercheuse Leena Helynranta qui ont étudié la flore de l'île au XXe siècle Harakka avait 360 espèces de plantes. De nos jours elles sont 312 espèces sur l’île. Relativement à la taille de Harakka, ce chiffre est le plus important de l'archipel d'Helsinki.

### Faune
Selon les études de Tuomas Seimola portant sur les espèces d'oiseaux venant nidifier sur l'île, en 1987 on trouvait 27 espèces et 125 couples, en 1991 on trouvait 34 espèces pour 142 couples, enfin en 1997 on trouve 41 espèces et 235 couples. On observe une très nette augmentation de la diversité des espèces et du nombre de couples reproducteurs,.
Le professeur Erkki Laasonen étudie les populations de papillons. Il a observé 415 espèces dont la moitié sont endémiques.

## Le Centre artistique
Dès 1989 les artistes installés sur l'île fondent l'association artistique Harakka-yhdistys.
Le centre artistique accueille environ 30 artistes, designers et artisans: artistes peintres, des designers textiles, céramiste, photographes, architecte, écrivain, etc.

## Transport
Des navettes maritimes fréquentes assurent le trajet Kaivopuisto-Särkkä-Harakka,.